# 2019年阿尔托市与萨卡瓦屠杀
2019年阿尔托市与萨卡瓦屠杀（西班牙語：masacres de Senkata y Sacaba de 2019）發生於玻利維亞最大都會區組成部分阿尔托市以及科省薩卡瓦。2019年11月15日至19日，至少11名薩卡瓦以及11名阿尔托市的支持莫拉萊斯的抗議人士遭到帶有火藥的實彈射擊身亡，兩地分別有120人及78人受傷。一個月後，美洲國家組織泛美人權理事會方認定該事件爲屠殺並加以譴責。

## 調查
事件發生後，當時臨時政府Ministerio de Gobierno部長Arturo Murillo宣稱該襲擊事件使用了“私製炸藥”（muertos con escopeta, con bala (calibre) 22）並暗示襲擊爲莫拉萊斯方面針對自己支持者發動的「恐怖襲擊」（con dinamita, o sea son asesinados por sus mismos compañeros）。
不過2020年7月，哈佛大學法學院認爲時任總統珍妮娜·阿涅斯領導的臨時政府在這一事件中有罪。9月，Defensoría del Pueblo亦認定阿涅斯臨時政府犯有反人類罪。此後玻利維亞舉行大選，11月政府換屆後繼續調查這一案件。